# Морис Колис
Морис Колис (на английски: Maurice Collis) е ирландско-британски писател на произведения в жанра драма, исторически роман, биография, пътепис и мемоари, и художник.

## Биография и творчество
Морис Стюарт Колис е роден на 10 януари 1889 г. в Дъблин, Ирландия, в семейството на ирландски адвокат. Учи в Ръгби колидж в Ръгби и от 1907 г. история в Оксфордския университет.
След дипломирането си, през 1911 г. постъпва на работа в Индийската държавна служба и е командирован в Бирма през 1912 г. в Сикайн и други градове. През 1917 г. по време на Първата световна война е мобилизиран в бирманската бригада на британската армия и заминава за Палестина, но не участва във военни действия. През 1919 г. той излиза в отпуск и пътува из Европа.
През 20-те години е окръжен комисар в Аракан (сега щат Ракхайн в Мианмар), живее в Ситве и Тандве. В периода 1929 – 1930 г., време на оптегнати взаимоотношения между бирманците, индийците и британците, е областен магистрат в Рангун. Участва в два наказателни процеса – особено в делото срещу кмета на Калкута Джатриндра Мохан Сенгпута, близък съюзник на Махатма Ганди, който е обвинен изсазванията си в реч, направена близо до пагода Суле. Решенията му, по които не се харесат на тогавашното британско правителство в Бирма, и на неговия началник, Бут Гравели, комисар на дивизията Пегу, след което е набързо преместен на поста комисар по акцизите в Мей, Южна Бирма. Там събира материали за първата си книга за пътешественика Самюел Уайт.
След завръщането си в Англия през 1934 г. се установява в Мейдънхед и пише много книги, исторически есета, биографии, мемоари и пиеси за Югоизточна Азия, Китай и други исторически теми. Сред известните му книги са „Сиамски близнак“ (1934), „Изпитания в Бирма“ (1938), „Тя беше кралица“ (1939), „Кортес и Монтесума“ (1954), и „Съмървил и Рос“ (1968).
На 65-годишна възраст се насочва и към рисуването.
Морис Колис умира на 12 януари 1973 г. в Лондон.

## Произведения

### Самостоятелни романи
- She Was a Queen (1939) – за кралица Сау Са
- Sanda Mala (1939)
- The Dark Door (1940)
- Quest for Sita (1946)
- The Mystery of Dead Lovers (1951)

### Мемоари
- The Journey Outward ends 1917 – 1918 (1952) – автобиография
- Into Hidden Burma 1919 – 1934 (1953)
- Maurice Collis Diaries, 1949 – 1969 (1976) – дневници

### Биографии
- Siamese White (1934) – за пътешественика Самюел Уайт
- The Grand Peregrination – Being the Life and Adventures of Fernão Mendes Pinto (1949)
- Marco Polo (1950)
- Discovery of L. S. Lowery: A Critical and Biographical Essay (1951) – за Лорънс Стивън Лоури
- Cortés and Montezuma (1954) – за испанското завоевание на Мексико
Кортес и Монтесума : исторически очерк за откриването и завоюването на Мексико, изд.: „Народна култура“, София (1968), изд.: „Отечество“, София (1987), прев. Жени Божилова-Хайтова – през 1987 г. е издаден като „Кортес и Моктесума“
- Stanley Spencer – A Biography (1962)
- Nancy Astor – An Informal Biography (1960) – за актрисата Нанси Астор
- Raffles (1966) – за Стамфорд Рафълс
- Somerville and Ross – A Biography (1968) – за писателките Едит Съмървил и Виолет Мартин, писали под общия псевдоним Мартин Рос

### Пиеси
- Danse Macabre (1922)
- Motherly and auspicious, being the life of the Empress Dowager Tzu Hsi in the form of a drama, with an introduction and notes (1943)
- White of Mergen: A dramatic composition (1945)
- Lord of the Three Worlds (1947)

### Социални и исторически есета
- Trials in Burma 1930 – 1931 (1938)
- Lords of the Sun: A Tour of Shan State (1938)
- The Great Within (1941)
- British Merchant Adventurers (1942)
- The Burmese Scene: Political, Historical, Pictorial (1943)
- The Land of the Great Image – Being Experiences of Friar Manrique in Arakan (1943)
- Foreign Mud – Being an Account of the Opium Imbroglio at Canton in the 1830s and the Anglo-Chinese War That Followed (1946)
- The First Holy One (1948)
- Last and First in Burma (1954)
- The Hurling Time (1958)
- Wayfoong – The Hongkong and Shanghai Banking Corporation (1965)